# Portal de Sant Antoni (Vila-seca)
Portal de Sant Antoni és un portal amb torre del municipi de Vila-seca (Tarragonès) declarat bé cultural d'interès nacional, és la torre que millor s'ha conservat de la segona muralla que encerclava el nucli primitiu de Vila-seca del Comú i l'entorn no és gaire alterat. És una construcció forta de pedra de carreus a la part inferior que canvia a la part de dalt a pedra i morter. La torre s'obre a manera d'arc de triomf i per sota passa l'avinguda de la verge de la Pineda.
L'accés a la vila primitiva és tancat per dues portes, una per cada arc, el sostre és de bigues. L'espai interior és distribuït en pisos d'habitatge. El matacà se situa a la façana frontal per tal de defensar l'entrada de la Vila.

## Descripció
S'accedeix al portal per l'Avinguda Mare de Déu de la Pineda (antigament Carrer del Mar). El portal el localitzem al mig del carrer separant tots dos trams d'aquest. Just al davant del portal passa el carrer dels Ferrers.
Es tracta d'una construcció de planta rectangular, de 6,30 metres per 4,25 metres i 0,70 cm d'amplada de murs. El carrer passa per sota i presenta dos arcs de mig punt, un a cada banda de carrer, fets amb carreus. El sostre és de bigues.
Interiorment es distribueix en planta baixa (el portal pròpiament dit) i tres pisos, i presenta una coberta a doble vessant que cobreix la part superior de la torre, que originalment seria un terrat. Conserva un matacà que defensa la porta cara a l'exterior i un seguit d'espitlleres obertes al mur extern.
L'aparell exterior és de pedra i carreus a la part inferior i a la superior canvia a pedra i morter; els angles estan reforçats i les obertures emmarcades amb carreus.
Es tracta del portal que donaria accés pel sud a l'interior del segon recinte emmurallat, ocupat per l'anomenada Vila-seca del Comú. Totes les torres pertanyents al segon clos emmurallat són més homogènies (tant pel que fa a les proporcions com a les defenses) que les del primer clos. No s'han conservat restes de merlets, però sí de matacans, sobre mènsules arrodonides separades per filets bisellats. Entre tots els matacans conservats, tan sols un és situat a la façana frontal exterior (el del portal de Sant Antoni i que, lògicament, defensa l'accés al clos emmurallat). La resta de matacans són laterals, ja que defensen, no les torres, sinó el pany de muralla més proper a aquestes.
Cronològicament, és molt difícil datar ambdós recintes emmurallats. Podem deduir que el primer seria el més antic, però tan sols disposem de la dada de l'any 1600 (en què es va reformar la torre de l'Abadia) com a base. Podria tractar-se d'un clos d'època medieval (s.XIV?) però no es pot assegurar.
Pel que fa al segon clos podem datar-lo en el segle xvi, amb els dubtes que presenta la interpretació dels textos de l'època referents a aquesta edificació. Actualment el portal es troba integrat a la xarxa urbana de la vila essent un dels carrers més transitats degut a la restricció del trànsit rodat pel mateix. El seu estat de conservació és força bo.

## Història
Vila-seca conserva les restes de les antigues fortificacions, el castell i l'església parroquial. L'element més important de les antigues muralles vilasecanes és el portal i torre de Sant Antoni, avui dins el nucli urbà; l'arc de la porta presenta bones dovelles, mentre que la torres encara conserva la "barbacana" (Gran Geografia Comarcal de Catalunya).
"La vila era forta i rica. En donen fe les construccions d'aquell temps: la doble muralla, l'església parroquial, el santuari de La Pineda, el Castell, les torres de defensa de la vila i del terme, la Casa de la Vila, la Casa de l'Ardiaca (una de les nou dignitats del Capítol Catedralici de Tarragona, creada l'any 1274 i que va substituir fins al segle XIX) i altres construccions senyorials. …en un dels atacs que els francesos van fer per mar a Salou van emportar-se peces d'artilleria i gran quantitat d'armament de les torres de defensa.
…En temps de la Guerra dels Segadors, Vila-seca és ocupada i els seus defensors passats per les armes, juntament amb molta altra gent que no tenia significació militar. L'església va ser cremada, en bona part, com la Casa Comunal, i altres greus danys que va sofrir la vila llavors".